# エリーザベト・アウグステ・ゾフィー・フォン・デア・プファルツ
エリーザベト・アウグステ・ゾフィー・フォン・デア・プファルツ（Elisabeth Auguste Sofie von der Pfalz, 1693年3月17日 - 1728年1月30日）は、ドイツのプファルツ＝ノイブルク家の公女。プファルツ選帝侯カール3世フィリップとその最初の妃ルドヴィカ・カロリナ・ラジヴィウの間の三女で、同族のプファルツ＝ズルツバッハ公世子ヨーゼフ・カールに嫁いだ。

## 生涯
エリーザベトは選帝侯カール3世フィリップにとって唯一成人した子供であった。1717年、父は同族間の結びつきを強めようと、自分の選帝侯位の後継者とされていたプファルツ＝ズルツバッハ公世子ヨーゼフ・カールとエリーザベトを結婚させた。これにより、ヴィッテルスバッハ家のプファルツ＝ノイブルク系とプファルツ＝ズルツバッハ系は一本化された。夫妻の間に生まれた息子がプファルツ選帝侯家の相続人となるはずだったが、夫妻の間に生まれた息子たちはいずれも幼児期に死んだ。エリーザベトも1728年に流産ののち死去した。
エリーザベトの娘エリーザベト・アウグステと結婚したプファルツ＝ズルツバッハ家のカール・テオドール（ヨーゼフ・カールの甥）がプファルツ選帝侯家を継ぎ、後にバイエルン選帝侯家も相続したが、夫妻に子供がなく断絶した。エリーザベトのもう一人の娘でプファルツ＝ビルケンフェルト家のフリードリヒ・ミヒャエルと結婚したマリア・フランツィスカの息子マクシミリアン・ヨーゼフが、その後継者となり、のちバイエルン国王となった。

## 子女
- カール・フィリップ・アウグスト（1718年 - 1724年）
- インノツェンツィア・マリア（1719年）
- エリーザベト・アウグステ（1721年 - 1794年） - 従弟のバイエルン＝プファルツ選帝侯カール・テオドールと結婚
- マリア・アンナ（1722年 - 1790年） - バイエルン公子クレメンス・フランツ・デ・パウラと結婚。
- マリア・フランツィスカ（1724年 - 1794年） - プファルツ＝ツヴァイブリュッケン＝ビルケンフェルト公子フリードリヒ・ミヒャエルと結婚
- カール・フィリップ・アウグスト（1725年 - 1728年）